# Вальдемар II
Вальдемар II Переможець (дан. Valdemar Sejr; 9 травня або 28 червня 1170 — 28 березня 1241) — король Данії (1202–1241), Князь Естонії з 1220 р. (як Вальдемар I). Представник династії Естрідсенів. Син данського короля Вальдемара I та Софії Володарівни, дочки мінського князя Володара Глібовича.
І по батьківській, і по материнський лінії був нащадком Великих князів Київських Ярослава Мудрого та Мстислава-Гаральда Володимировича.

## Правління

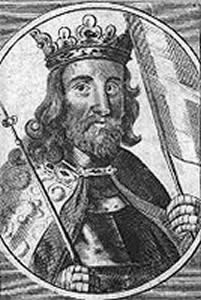
Вальдемар II

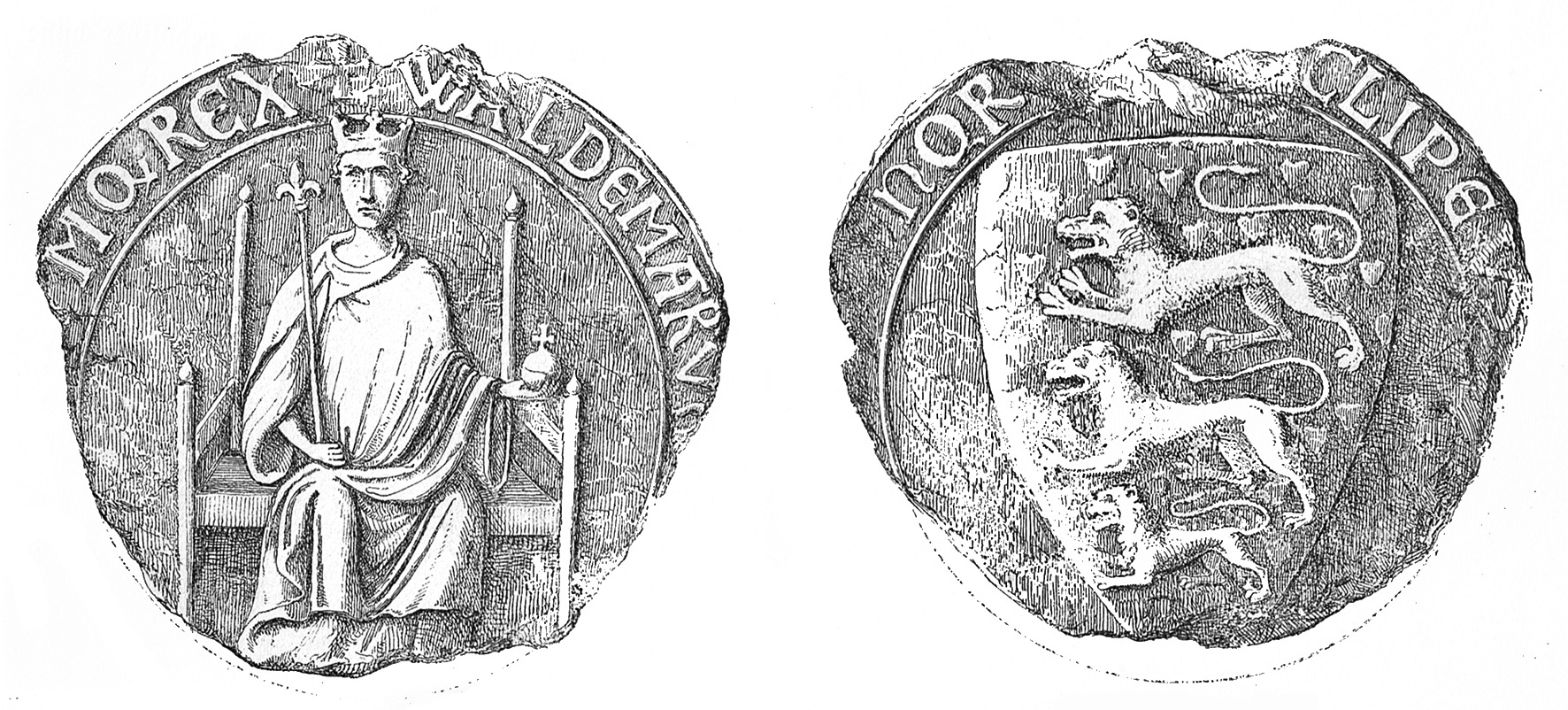
Друк Вальдемара II

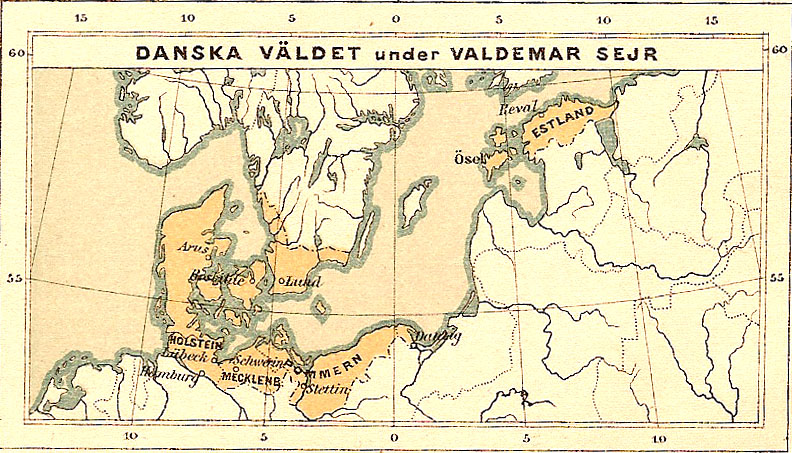
Данські володіння при Вальдемарі II

Ставши королем, він почав проводити активну зовнішню політику. Йому вдалося приєднати деякі північнонімецькі території, що було письмово визнано німецьким королем Фрідріхом II. У 1218 році до Вальдемара звернувся єпископ Риги з проханням про допомогу проти естів, що нападали на німецьких колоністів. Він дав згоду і незабаром отримав підтримку від папи римського.
Папа Гонорій III у своїй буллі від 9 жовтня 1217 благословив цей намір і передавав королю Данії всі землі, які той захопить в Естонії, що надало вторгнення статусу хрестового походу проти язичників Прибалтики. В результаті була здобута перемога над естами при Лінданісі і захоплена велика територія. На ній було засновано герцогство і збудовано укріплення замість зруйнованого Лінданісі, де пізніше виросло місто Ревель.
Однак незабаром його спіткали невдачі. У 1223 році король і його син були викрадені запрошеним ними на бенкет шверинським графом Генріхом. Цим скористався Фрідріх II, який вимагав повернення німецьких територій та виплати величезної компенсації. Вальдемару довелося погодитись на ці умови. Після звільнення він намагався повернути втрачені землі, але безуспішно. Його старший син Вальдемар Молодий (1209—1231) загинув на полюванні, рано померла кохана дружина, Дагмара Богемська.
У країні при Вальдемарі йшла систематизаторська діяльність. Було складено опис земель у Данії, так звана «Земельна книга короля Вальдемара», в яку містилися відомості про господарства: їх структуру, розмір, належність, що виплачуються з них податках.
Під керівництвом виборзького єпископа Гуннера, друга Вальдемара, було кодифіковано право Ютландії (Ютський закон), який виявився найсучаснішим із датських обласних законів. Він найчіткіше систематизований, у ньому послідовно виражені інтереси короля, відчувається сильний вплив канонічного права. Згодом Ютський закон вважався основним у Данії, і в період понад 300 років залишався актуальним, що підтверджує факт перекладу німецькою мовою Еріком Краббе в XIV столітті.

## Біографія

### Герцог Шлезвігу
Походив з династії Естрідсенів. Був молодшим сином Вальдемара I та Софії Мінської. Після смерті батька у 1182 році отримує герцогство Шлезвіг. Втім за малого віку справами герцогства керував єпископ Вальдемар Кнудсон. Останній мав власні владні амбіції, засновані на тому, що він був незаконним сином короля Кнуда V. Після того, як Кнудсон став князем-архієпископом Бремену, то вирішив, спираючись на підтримку Священної Римської імперії захопити данський трон. У цьому протистоянні молодий герцог Вальдемар підтримав свого брата короля Данії Кнуда VI. Зрештою Вальдемара Кнудсона було розбито й запроторено до в'язниці. Тоді ж проти Шлезвігу виступив граф Адольф Рендсбург. Війна з ним тривала до 1201 року, коли майбутній король Вальдемар розбив ворога, захопивши його столицю Рендсбург. В обмін на свободу граф Адольф відмовився від своїх земель на північ від Ельби.

### Початок володарювання
У 1202 році помер король Кнуд VI, й Вальдемар став новим королем Данії. Із самого початку політика Вальдемара II була спрямована на розширення впливу Данії на Балтиці. Тому він активно втрутився у боротьбу між претендентами на корону Священної Римської імперії — Філіпом Гогенштауфеном й Оттоном Вельфом, підтримавши останнього. Використавши розбрід в імперії, Вальдемар II у 1203 році захопив графство Гольштейн та місто Любек.
У 1204 році втрутився у внутрішні чвари у Норвегії, надавши допомогу королю Ерлінгу I. Король Данії до 1207 року зміг значно посилити свій вплив на Норвегію.
У 1207 році втрутився в обрання нового архієпископа Бременського, яким знову став звільнений Вальдемар Кнудсон (до того ж займав також посаду єпископа Шлезвігу). Це спричинило довгу боротьбу з папським престолом, північнонімецькими володарями та Філіпом Гогенштауфеном. Лише у 1209 році було досягнуто угоди поміж папою римським Іннокентієм III та королем Вальдемаром II, за якою останній визнавав Кнудсона архієпископом. Навзаєм новим єпископом Шлезвігу става друг короля — канонік Ніколас. Втім протистояння поміж архієпископом Бремена та королем Данії точилося й надалі. У 1209 році Вальдемар II захопив місто Штаде, що належало архієпископству. Зрештою у 1210 році було укладено новий договір, згідно з яким новим архієпископом Бременським став Герхард I, граф Ольденбург-Вілдесхаузен. Проте Вальдемар Кнудсон з допомогою Берхарда, графа Ангальта, зміг утримати Бремен. До того ж йому надав поміч імператор Оттон IV, який посварився з папою римським. У відповідь Вальдемар II знову захопив Штаде. Але у 1213 році Генріх V вельф, пфальцграф Рейнський, відвоював його для архієпископа. Ця війна тривала до 1216 року, коли зрештою король Данії захопив Гамбург, здобув Бремен для архієпископа Герхарда I Ольденбург-Вілдесхаузена. За допомогу Фрідріху II Гогенштауфену у боротьбі за владу у Німеччині Вальдемар II отримав визнання данським володіннями герцогства Шлезвіг, графства Гольштейн, земель вендів та Померанії.

### Походи до Пруссії та Естонії
У 1210 році Вальдемар II здійснив похід на допомогу Тевтонському ордену, допомігши у війни з племенами прусів. Це похід завершився вдалося для данського короля. Втім ніяких земельних придбань для Данії він не зробив.
У 1217 році спрямував свого небожа Альбрехта, графа Орламюнде до Естонії. Останній взимку 1217—1218 року здійснив грабіжницький та розвідницький похід на заході Естонії. Після цього з великою здобиччю повернувся додому. У 1219 році на прохання Альбрехта фон Аппельдерна, єпископа Ризька Вальдемар II здійснив хрестовий похід до Естонії з метою навернення поган до християнства. Вирішальна битва відбулася у місцині Лінданіс 19 червня 1219 року. В ній король Данії вщент розбив ворога. На цьому місті побудував форт, де розмістив данську залогу. Форт отримав назву Ревал.
Після завоювання Естонії під час Лівонських хрестових походів, 1220 році був проголошений Вальдемар II був проголошений Князем Естонії.

### Полон
У 1223 році під час полювання та бенкету на о. Лие короля Вальдемара II та його сина Вальдемара підступно схопив Генріх I, граф Шверін. На це його намовив імператор Фрідрих II. Генріх Шверінський став вимагати повернення графства Гольштейн й визнання Данії васалом імперії. Втім данські можновладці відкинули ці вимоги.
Вирішальна битва між данцями на чолі із Альбрехтом, графом Орламюнде, та Генріхом, графом Шверін відбулася у 1225 році при Мелні у Гольштейні. Тут данська армія зазнала поразки. Це змусило Вальдемара II погодитися на вимоги ворогів. Він зобов'язався виплатити 45 тисяч марок срібла, повернути Гольштейн імперії, не намагатися помститися графу Шверіна.
Після звільнення Вальдемар II звернувся до папи римського Гонорія III звільнити його від клятви, що папа й зробив. Тоді король Данії рушив на південь з метою відвоювати втрачені землі. Велика битва відбулася 22 липня 1227 року при Борнґеведі, в який Вальдера II було вщент розбито. Ця поразка змусила його зректися планів відновлення колишніх данських володінь.

### Внутрішня політика
Невдачі у боротьбі із зовнішніми ворогами спонукали Вальдемара II приділяти більше уваги справами у середині країни. Своїми наказами король надав низку привілеїв знаті, водночас посиливши вплив королівської влади. разом з тим позбав селн їх традиційних прав. за його наказом було здійснено опис існуючих господарств, їх структури, розмірів, приналежності, сплачуваних з них податків. Ця збірка отримала назву «Земельна книга короля Вальдемара».
Іншою значною справою була кодифікація данського права. Це завдання король доручив єпископу Гуннеру. Було зведено у єдине ціле закони Ютландії, Зеландії та Сконе. Цей правовий документ отримав назву Ютландський закон. Його було остаточно затверджено у 1241 році.

## Сім'я
1 Дружина: Дагмар (1186—1213), дочка Пржемисла I Оттокара, короля Богемії
Діти:
- Вальдемар (1209—1231), герцог Шлезвігу у 1209—1215 роках

2 Дружина — Беренгарія (1196/1198—1221), дочка Саншу I, короля Португалії.
Діти:
- Ерік IV (1216—1250) — король Данії (1241—1250).
- Софія (1217—1247) — данська принцеса ∞ Йоганн І, бранденбурзький маркграф.
- Абель (1218—1252) — король Данії (1250—1252).
- Хрістоффер I (1219—1259) — король Данії (1252—1259).

Коханка — Ґелена Гутормсдотер (1170—1230)
Діти:
- Кнуд (1205—1260), герцог Естонії

Коханка (ім'я невідоме)
Діти:
- Нільс (д/н—1218), граф Ґаланд.

## Родовід
Вальдемар II веде свій родовід, в тому числі, й від Великих князів Київських та Королів Русі.